# Anneau euclidien
Ne doit pas être confondu avec Corps euclidien.

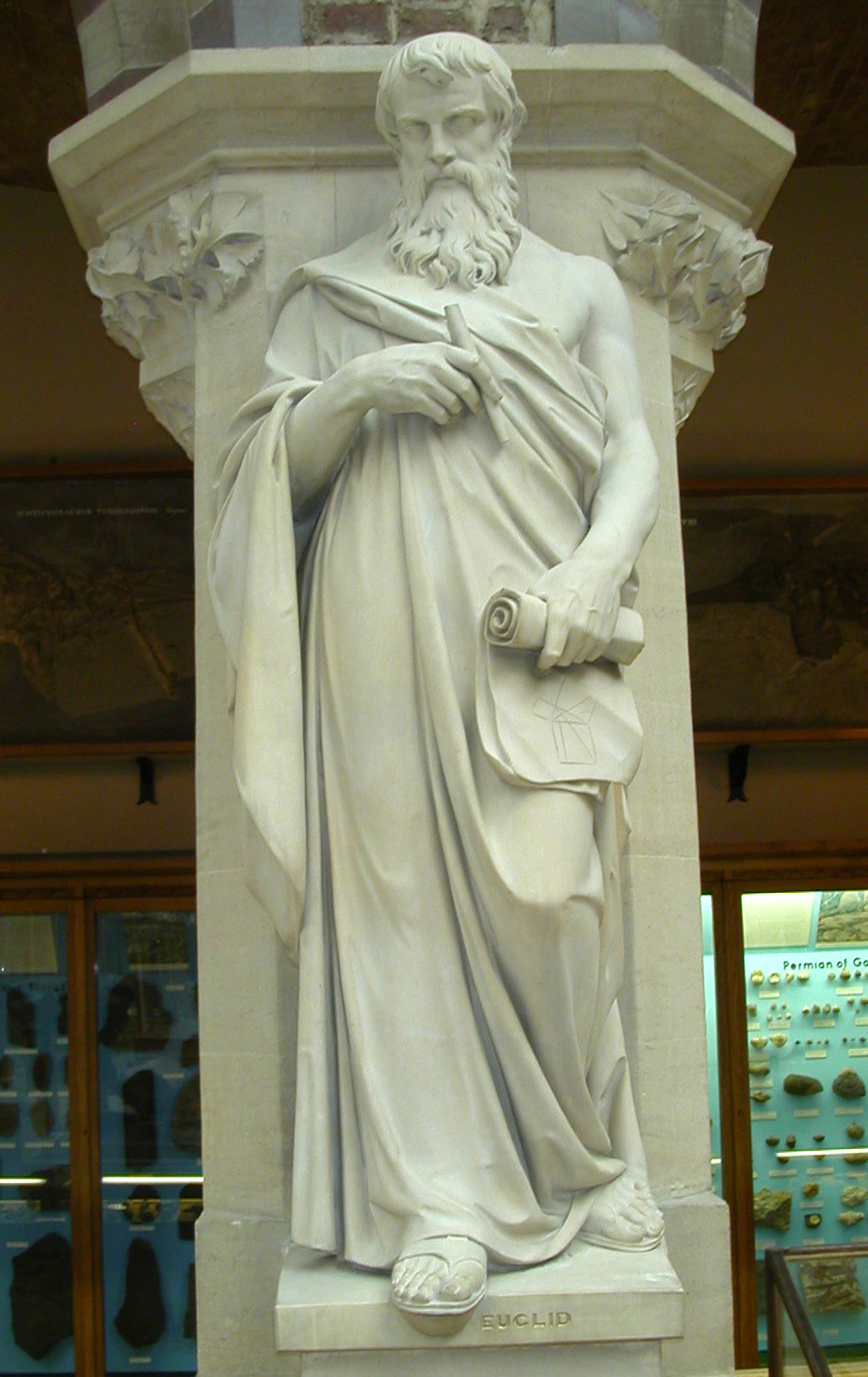
Statue d'Euclide à Oxford.

En mathématiques et plus précisément en algèbre, dans le cadre de la théorie des anneaux, un anneau euclidien est un type particulier d'anneau commutatif intègre (voir aussi l'article anneau euclidien non commutatif).
Un anneau est dit euclidien s'il est possible d'y définir une division euclidienne.
Un anneau euclidien est toujours principal. Cette propriété est riche de conséquences : tout anneau principal vérifie l'identité de Bézout, le lemme d'Euclide, il est factoriel et satisfait les conditions du théorème fondamental de l'arithmétique. On retrouve ainsi tous les résultats de l'arithmétique élémentaire et plus spécifiquement de l'arithmétique modulaire, mais dans un cadre plus général.
L'anneau euclidien le plus classique est celui des entiers relatifs, mais on trouve aussi celui des entiers de Gauss ou certains autres anneaux d'entiers quadratiques. L'anneau des polynômes à coefficients dans les nombres réels ou complexes, et plus généralement dans n'importe quel corps commutatif est aussi euclidien, donnant ainsi naissance à une arithmétique des polynômes.

## Histoire

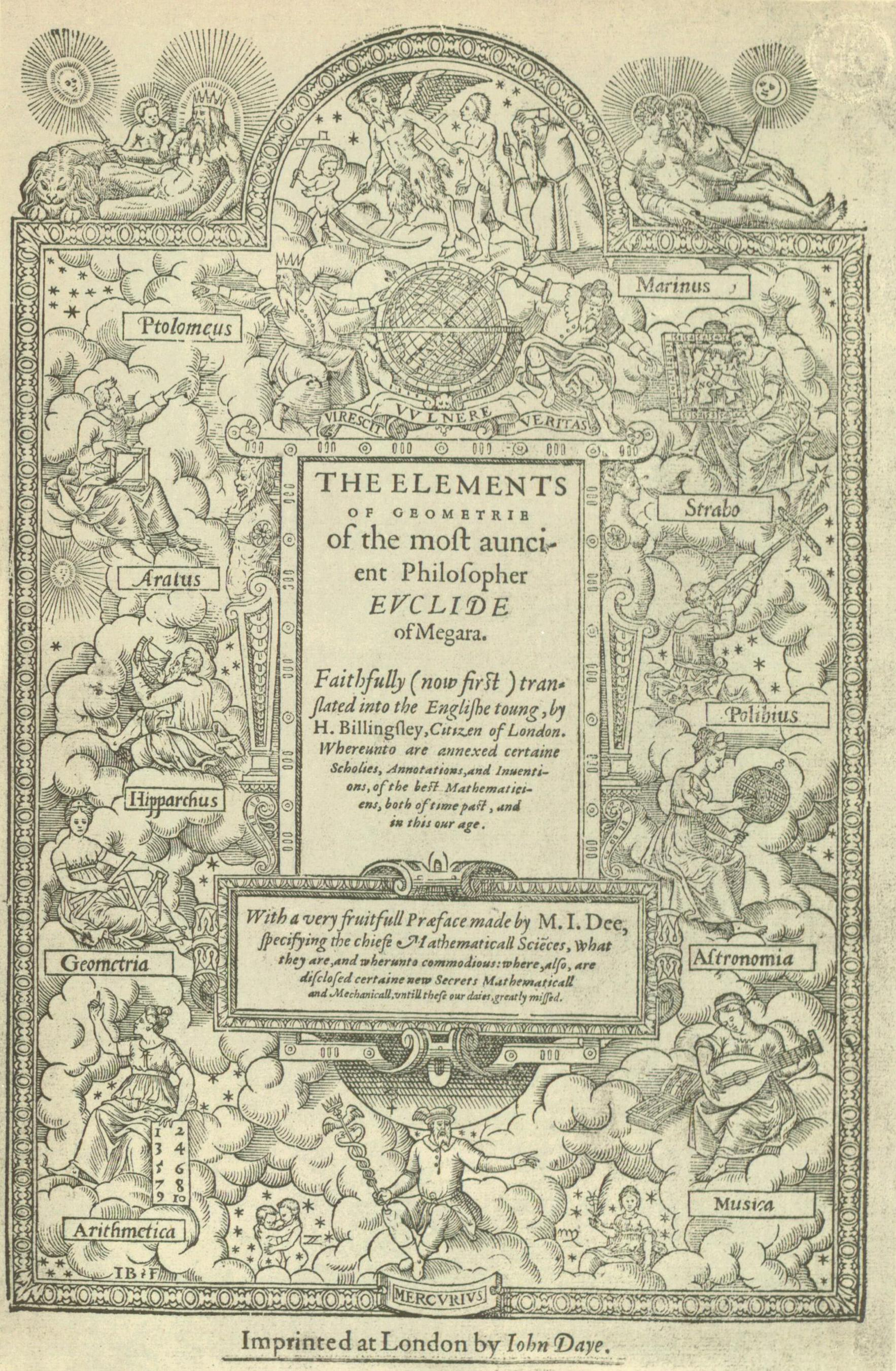
Couverture de la première édition anglaise des Éléments par Henry Billingsley, 1570.

### Origine
La première référence ayant influencé le monde mathématique sur la question de la division euclidienne est le livre VII, des Éléments d'Euclide datant d'environ 300 ans av. J.-C. On y trouve la première définition théorique de la division et l'étude de ses conséquences. Cette branche des mathématiques prend le nom d'Arithmétique. Elle traite essentiellement des questions portant sur les nombres entiers.
Certains mathématiciens comme Diophante d'Alexandrie puis, bien plus tard, Pierre de Fermat comprennent la richesse de cette branche des mathématiques. Ils établissent quelques résultats comme le petit théorème de Fermat et formulent des conjectures comme le théorème des deux carrés de Fermat ou le grand théorème de Fermat. Un outil théorique important est l'analyse des propriétés du reste de la division euclidienne des membres d'une égalité d'entiers. Au XVIIIe siècle, certaines conjectures sont démontrées. On peut citer Leonhard Euler avec le théorème des deux carrés ou le cas n = 3 du grand théorème de Fermat, presque traité en 1753. D'autres conjectures comme celle de la loi de réciprocité quadratique apparaissent. Ces résultats sont pour l'essentiel démontrés grâce à la virtuosité des mathématiciens, mais l'apport théorique est faible, en conséquence les résultats sont peu généralisables.

### Émergence du concept

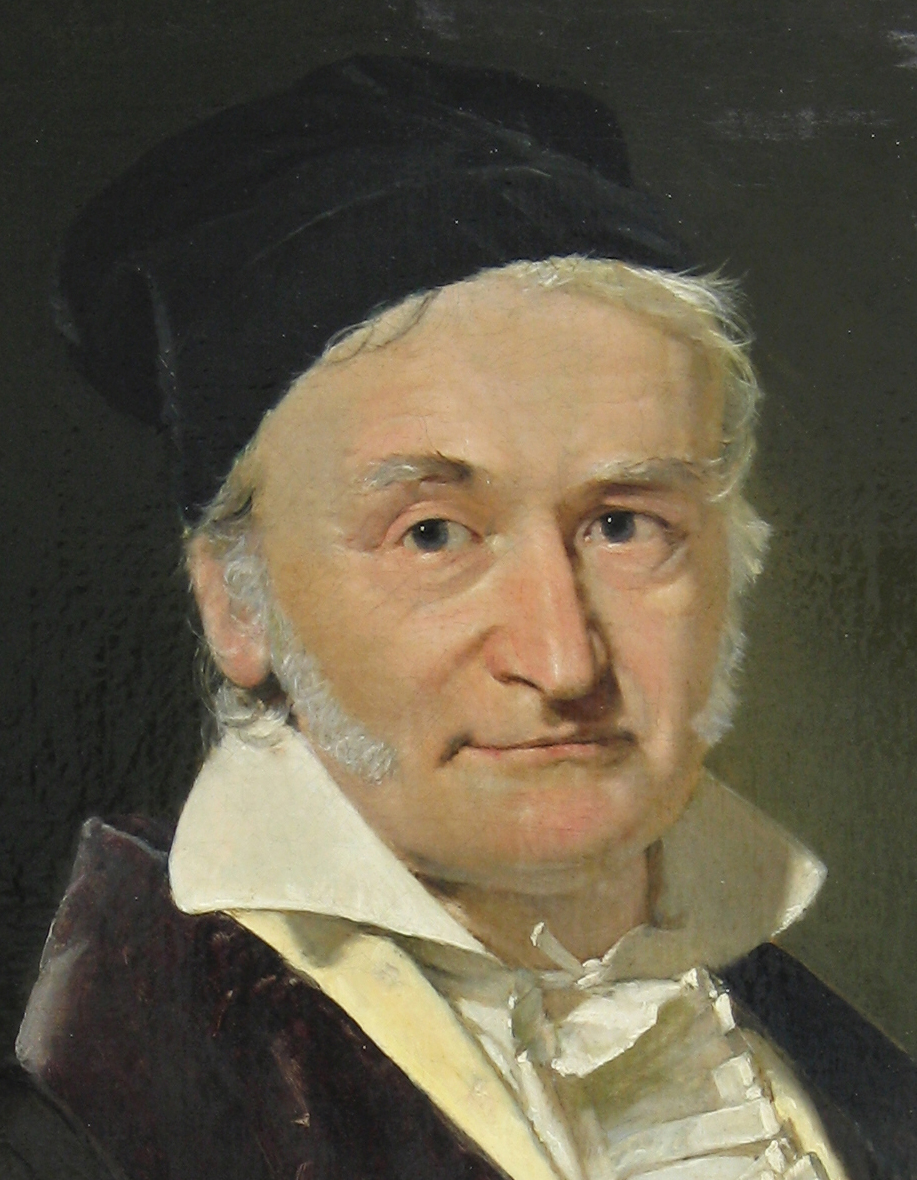
Carl Friedrich Gauss.

En 1801, Carl Friedrich Gauss étudie le premier anneau d'entiers algébriques, celui des entiers qui portent maintenant son nom. Cet anneau possède l'équivalent d'une division euclidienne dans Z. En conséquence, l'identité de Bézout, le lemme d'Euclide, et le théorème fondamental de l'arithmétique s'appliquent. De même, l'anneau des polynômes à coefficients dans un corps commutatif, dispose aussi d'une division euclidienne. Gauss y construit une arithmétique analogue aux précédentes. Ainsi, la division euclidienne n'apparaît plus comme une spécificité des nombres relatifs mais un algorithme qui s'applique à divers ensembles munis d'une multiplication et d'une addition.
Cette approche est utilisée pour d'autres entiers algébriques, par exemple par Gotthold Eisenstein qui découvre l'ensemble des nombres appelés entiers d'Eisenstein et qui dispose d'une division euclidienne.
L'apport d'une division euclidienne à une structure est une démarche féconde. Gauss s'en sert pour une de ses démonstrations de la loi de réciprocité quadratique et des progrès tangibles sont réalisés vers la résolution des premiers cas particuliers du grand théorème de Fermat. Celui où l'exposant est 3 est prouvé de façon parfaitement rigoureuse. Les cas d'un exposant 5, puis 14, puis 7, sont démontrés, avec l'apport massif d'autres idées. L'application de la décomposition en facteurs premiers aux polynômes cyclotomiques permet à Gauss de trouver la première construction à la règle et au compas du polygone régulier à 17 côtés, l'heptadécagone.

### Formalisation
Paradoxalement, la formalisation moderne provient des limitations des arithmétiques précédentes. Par une démarche utilisant la notion d'anneau d'entiers, Gabriel Lamé pense qu'il a démontré le grand théorème de Fermat. Ernst Kummer montre par un exemple en 1844 qu'un anneau d'entiers ne dispose pas, en général, d'une décomposition unique en facteurs premiers. Ce résultat invalide la preuve de Lamé. Kummer découvre en 1846 un nouveau concept qu'il baptise nombre complexe idéal pour retrouver sous une nouvelle forme l'unicité nécessaire.
Ces travaux ouvrent la voie à la formalisation de la structure d'anneau. On peut citer Richard Dedekind et David Hilbert parmi les principaux contributeurs. Un anneau euclidien devient un cas particulier simple d'une vaste théorie, la théorie des anneaux. Dans ce contexte, l'anneau euclidien est un cas spécifique d'anneau intègre. Il entre dans la sous-famille des anneaux factoriels et plus précisément des anneaux principaux, un cas particulier d'anneau factoriel. Les anneaux d'entiers étudiés par Kummer entrent dans une famille différente, celle des anneaux de Dedekind.

## Exemples

### Entiers relatifs

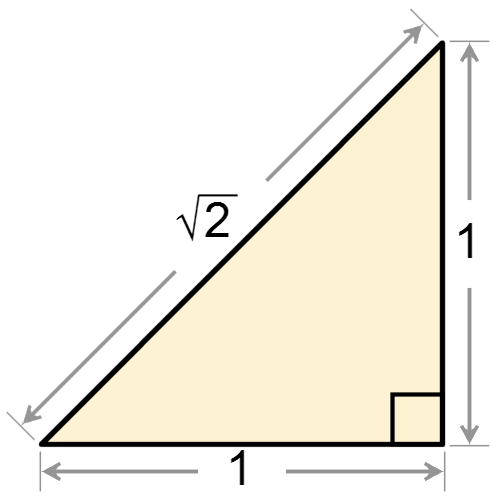
Illustration de l'irrationalité de.

Les entiers relatifs forment le prototype de l'anneau euclidien. Cet ensemble vérifie la propriété suivante :
On reconnait ici la forme de la division euclidienne dans l'ensemble N des entiers naturels pour laquelle |n| = n. On peut remarquer toutefois que, d'une part N n'est pas un anneau, d'autre part il n'est pas précisé ici l'unicité de q et r.
Ceci s'explique par le fait que, pour pouvoir prolonger à Z (ensemble des entiers relatifs) la définition de la division dans N, il faut, ou bien fixer une condition supplémentaire sur r (r >= 0), ou bien accepter de prendre r négatif et prendre pour définition a = bq + r avec |r| < |b|. Mais alors on peut trouver deux décompositions possibles :
19 = (– 5) × (– 3) + 4 avec |4| < |–5| mais aussi 19 =(– 5) × (– 4) + (–1) avec |–1| < |–5|.
Cette division permet de bâtir une arithmétique vérifiant les propriétés suivantes :
- tout idéal de l'anneau des entiers est principal, c'est-à-dire qu'il est de la forme nZ pour un certain élément n de Z. Un anneau dont tous les idéaux sont principaux est dit principal ;
- l'identité de Bézout est vérifiée ;
- le lemme d'Euclide est vérifié ;
- le théorème fondamental de l'arithmétique s'applique.

En conséquence, il est possible de définir : la famille des nombres premiers, le ppcm ainsi que le pgcd. L'anneau quotient Z/nZ est bien défini, il est la structure à la base de l'arithmétique modulaire.
Toutes ces propriétés ne sont les conséquences que de la première : la principalité.
La première application connue est probablement la démonstration de l'irrationalité de la racine carrée de deux. Le petit théorème de Fermat se démontre rapidement une fois établi le fait que si n est premier Z/nZ dispose d'une structure de corps. Fermat utilise largement cette arithmétique, par exemple pour démontrer l'absence de solution pour son grand théorème si n = 4. Euler donne une large quantité d'exemples d'utilisation de l'arithmétique dans Z, comme l'étude de l'équation de Pell-Fermat.

### Polynômesà coefficients dans uncorps commutatif

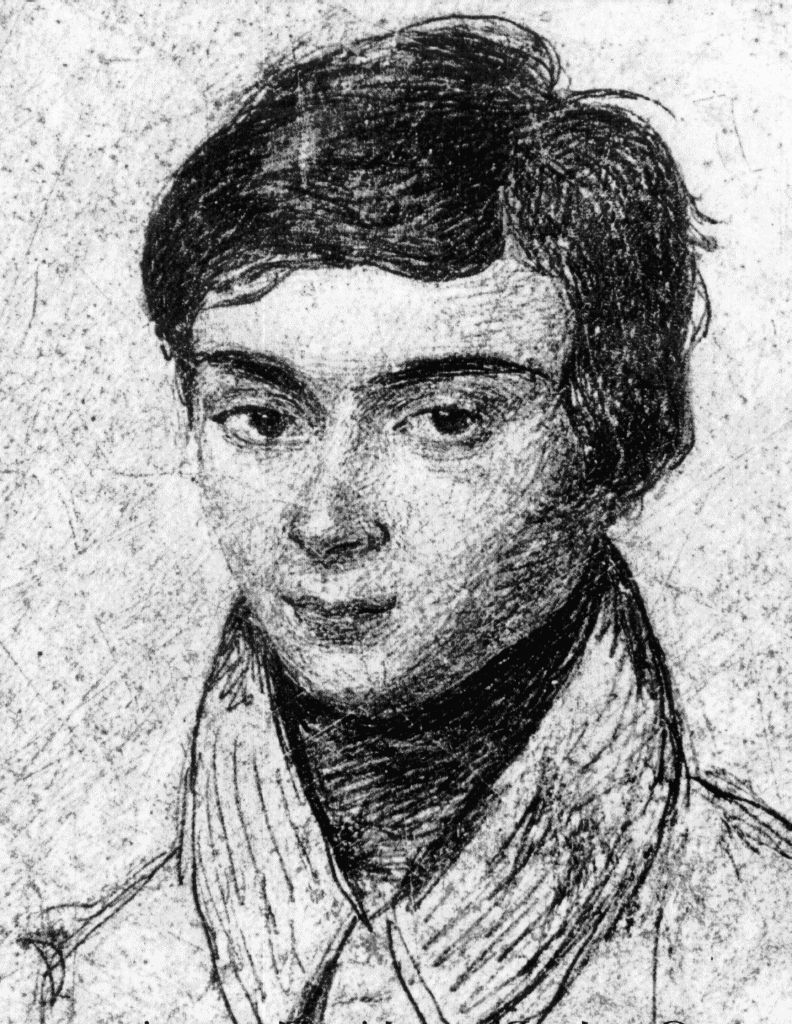
Évariste Galois, initiateur de la théorie portant son nom.

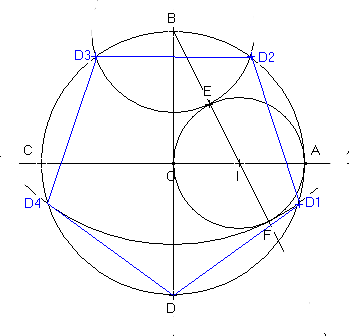
Construction d'un pentagone.

Si K est un corps commutatif, alors l'anneau des polynômes K[X] est euclidien. La division prend la forme suivante :
Si la forme est globalement analogue à celle des entiers, on remarque néanmoins qu'une relation d'ordre sur l'ensemble K[X] n'est pas nécessaire. Il suffit d'une application, analogue à celle qui, à un polynôme associe son degré, et dont l'ensemble d'arrivée est ordonné, une telle application est appelée stathme euclidien.
L'arithmétique se fonde sur les mêmes conséquences, l'anneau est principal, l'identité de Bézout est vérifiée, le lemme d'Euclide et le théorème fondamental de l'arithmétique s'appliquent. Les équivalents des nombres premiers sont les polynômes irréductibles, c’est-à-dire ceux qui n'ont pour diviseurs qu'eux-mêmes ou l'unité à une constante multiplicative près. La décomposition en polynômes irréductibles est la factorisation la plus complète possible.
L'équivalent de l'arithmétique modulaire se focalise sur les anneaux quotientés par des idéaux premiers (c’est-à-dire des idéaux engendrés par des polynômes irréductibles). Comme précédemment ces idéaux possèdent une structure de corps. Les quotients sont appelés corps de rupture car ce sont les plus petits corps contenant une racine du polynôme. Cette approche, permettant de définir une extension finie du corps K définit l'outil de base de la théorie de Galois.
Un exemple d'application est le suivant : les polynômes cyclotomiques sont les facteurs irréductibles des polynômes Xn – 1, liés aux racines de l'unité. Leur analyse permet de déterminer tous les polygones réguliers constructibles à la règle et au compas.

### Entiers de Gauss

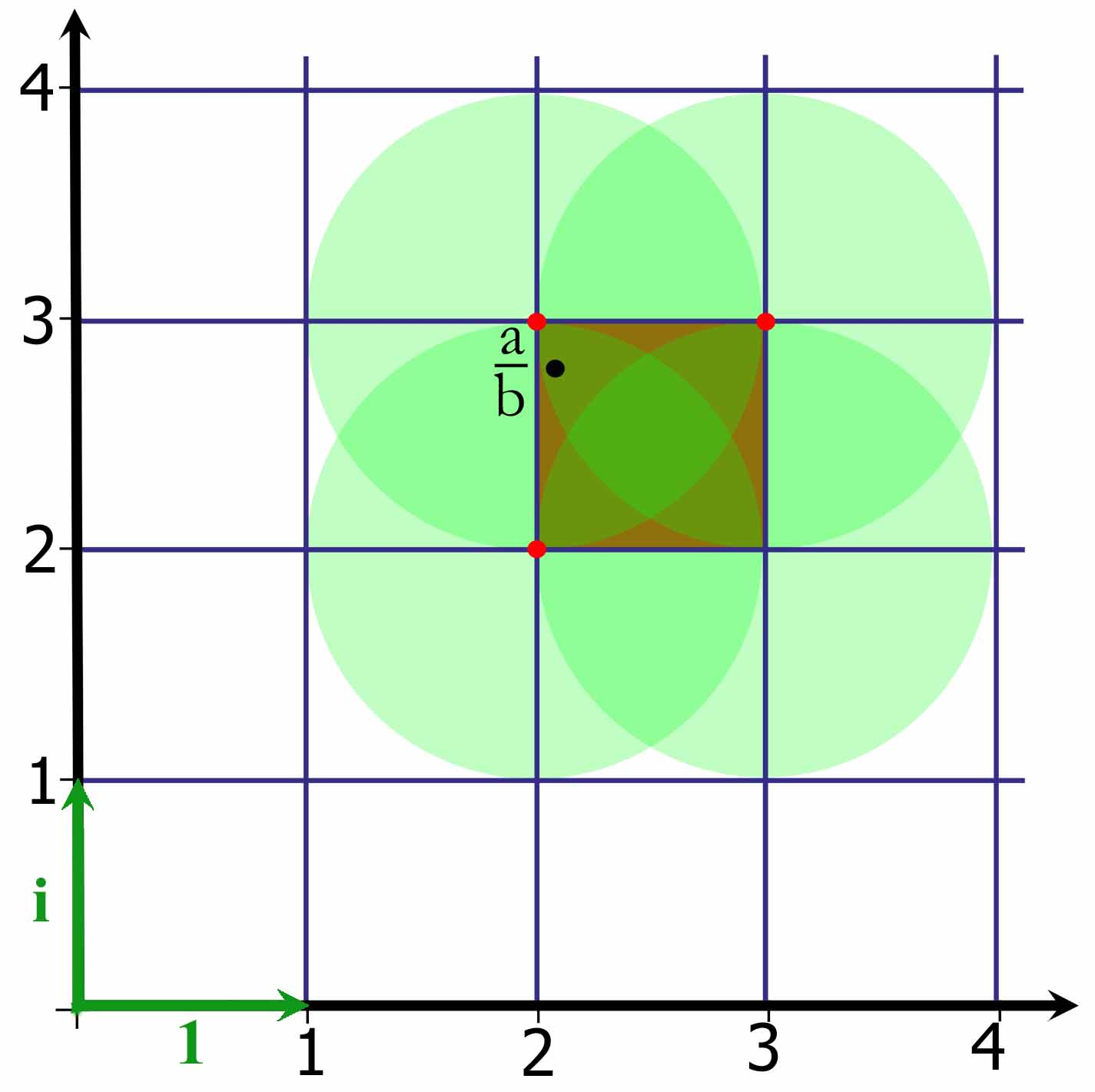
Ici, a/b est à une distance inférieure à 1 des trois entiers de Gauss 2 + 2i, 2 + 3i et 3 + 3i.

Les entiers de Gauss sont les nombres de la forme u + iv où u et v sont choisis entiers. Ils forment un anneau, noté ℤ[i], euclidien d'après la proposition suivante, où N(x) désigne la norme algébrique c’est-à-dire le carré du module de x :
L'application qui à un entier associe sa norme algébrique est bien une application des entiers de Gauss dans un ensemble ordonné, à savoir celui des entiers positifs. Cette norme correspond graphiquement au carré de la distance entre l'origine et l'entier de Gauss.
Dire que la division euclidienne existe signifie qu'il existe un entier de Gauss à une distance inférieure à 1 du nombre complexe a/b. La figure ci-jointe illustre par un fond rouge le carré de sommet des entiers de Gauss et contenant a/b. La figure montre qu'il existe toujours au moins un entier à une distance inférieure à 1 de a/b. Dans le cas illustré, il en existe trois vérifiant cette propriété. L'unicité de la solution n'est pas une condition nécessaire à l'existence d'une division euclidienne.
Une fois encore, la division euclidienne apporte une arithmétique analogue aux deux cas précédents.
Les applications sont nombreuses. Dedekind a, par exemple, trouvé une preuve élégante du théorème des deux carrés de Fermat à partir de cet ensemble. Certaines équations diophantiennes quadratiques se résolvent bien dans cet ensemble. Gauss a utilisé cette arithmétique pour démontrer la loi de réciprocité quadratique.
De même que dans l'anneau des entiers de n'importe quel corps de nombres, tout anneau strictement compris entre ℤ et ℤ[i], comme ℤ[2i], est non intégralement clos, donc non principal et a fortiori non euclidien.

### Autres anneaux euclidiens
- L'anneau des entiers d'un corps quadratique ℚ(√d) (d entier sans facteur carré) est euclidien pour la norme algébrique (ou sa valeur absolue, si d > 0) si et seulement si d est l'une des 21 valeurs suivantes[11] :–11, –7, –3, –2, –1, 2, 3, 5, 6, 7, 11, 13, 17, 19, 21, 29, 33, 37, 41, 57, 73 (suite A048981 de l'OEIS)[12](d = –1 correspond aux entiers de Gauss, d = –3 à ceux d'Eisenstein et d = 5 à l'anneau ℤ[(1 + √5)/2]).
- Les cinq valeurs –11, –7, –3, –2, –1 sont les seules[13] valeurs négatives de d pour lesquelles cet anneau est euclidien (pour quatre autres valeurs négatives, il est seulement principal). Mais il existe d'autres valeurs positives (conjecturalement : une infinité), comme d = 69[14] ou d = 14[15], pour lesquelles il est euclidien pour une autre norme. Plus précisément : une conjecture non résolue de Gauss prévoit qu'il existe une infinité de corps quadratiques réels dont l'anneau des entiers est principal, or on sait que parmi eux, au plus deux sont non euclidiens[16] et même aucun si l'hypothèse de Riemann généralisée est vraie[17].
- Si K est un corps commutatif, l'anneau K[[X]] de ses séries formelles est aussi euclidien, pour la valuation : v(P) = plus petit degré de X dans P.
- Si A est un anneau euclidien et si S est une partie de A stable pour la multiplication, le localisé de A par rapport à S est aussi un anneau euclidien[18].
- Tout anneau principal semi-local est euclidien[19].

## Définitions
Il existe certains points communs entre les exemples : l'anneau est toujours intègre et, dans chaque cas, une fonction à valeurs dans N (valeur absolue, degré ou norme) est utilisée pour définir la division euclidienne. Ces fonctions sont des cas particuliers de stathme euclidien. De façon générale, si A désigne un anneau intègre, on pose la définition suivante.
- Un stathme euclidien sur A est une application v de A\{0} dans l'ensemble N des entiers naturels vérifiant les deux propriétés[20] :

{\displaystyle (1)\quad \forall a\in A\quad \forall b\in A\setminus \{0\}\quad \exists q,r\in A\quad {\text{tels que}}\quad a=bq+r\quad {\text{et}}\quad r=0\;\,{\text{ou}}\;v(r)<v(b),}
{\displaystyle (2)\quad \forall a,b\in A\setminus \{0\}\quad v(b)\leq v(ab).}
La condition (2) revient à dire que si A\{0} est muni de la relation de préordre « divise » et N de la relation d'ordre usuelle, l'application v est croissante.
- Le terme de préstathme euclidien désigne une application de A\{0} dans N possédant la propriété (1).
- Il est commode de prolonger v à A en posant {\displaystyle v(0)=-\infty } ou {\displaystyle v(0)=-1}. Il est aussi possible de poser {\displaystyle v(0)=0}, au prix d'ajouter un terme correctif, afin d'harmoniser les exemples courants de stathmes tout en conservant le fait qu'un stathme soit à valeurs dans {\displaystyle \mathbb {N} }. Une illustration de ceci serait de penser à ajouter 1 dans certains stathmes : par exemple pour la division euclidienne dans {\displaystyle K[X]} avec {\displaystyle K} un corps, le stathme deviendrait alors l'application qui, à un polynôme {\displaystyle P} de {\displaystyle K[X]}, y associe {\displaystyle \mathbb {deg} (P)+1}.
- Un anneau intègre est dit euclidien si et seulement s'il existe un stathme euclidien sur cet anneau. On parle alors de division euclidienne dans cet anneau par rapport au stathme.

Remarques
- Certains auteurs utilisent le terme de stathme euclidien pour désigner ce qui est appelé ici un préstathme[21]. La différence n'est pas grande, car s'il existe un préstathme sur A, il existe aussi un stathme[22].

- Comme le montrent des exemples donnés dans les cas particuliers introductifs, les éléments q et r de la relation (1) ne sont pas forcément uniques.
- On ignore si tout anneau euclidien possède un stathme (complètement) multiplicatif[23].
- Si A est l'anneau des entiers d'un corps de nombres K, la norme N : K → Q est multiplicative et ses valeurs sur A sont entières. L'anneau A est euclidien pour |N| si et seulement si pour tout élément k du corps, il existe au moins un élément q de l'anneau tel que |N(k – q)| < 1. En effet[24], pour tous b ≠ 0, a et q dans A, |N(a – bq)| < |N(b)| équivaut (par multiplicativité de N) à |N(a/b – q)| < 1, or K est le corps des fractions de A.

## Propriétés

### Propriétés des anneaux euclidiens
Dans la suite de l'article, A est un anneau intègre.

Tout anneau euclidien est principal.
En effet, si v est un préstathme sur l'anneau euclidien A, tout idéal non nul J de A admet pour générateur tout élément de J\{0} dont l'image par v est minimale : c'est la principale propriété des normes de Dedekind-Hasse, qui sont des généralisations des préstathmes.
En revanche, un anneau principal n'est pas toujours euclidien : l'article « Norme de Dedekind-Hasse » présente un contre-exemple.
Un anneau euclidien possède toutes les propriétés de divisibilité des anneaux principaux, à commencer par le théorème de Bachet-Bézout, ce qui en fait un anneau de Bézout et a fortiori un anneau à PGCD. Il vérifie par conséquent le lemme de Gauss, donc le lemme d'Euclide. Comme il est de plus atomique car toute suite croissante d'idéaux principaux est stationnaire, il est factoriel, c'est-à-dire qu'il vérifie le théorème fondamental de l'arithmétique.
Si l'on dispose d'un algorithme effectif de division euclidienne, par exemple pour Z ou pour les polynômes à coefficients dans un corps, on peut définir des algorithmes effectifs fournissant explicitement des objets dont l'existence reste théorique dans un cadre plus général. Ainsi, l'algorithme d'Euclide étendu permet de trouver un plus grand commun diviseur de deux éléments. De même, le théorème des facteurs invariants permet de trouver une base d'un A-module de type fini.
Remarque : Pour prouver qu'un anneau euclidien est principal, nous avons seulement utilisé l'existence d'un préstathme et non celle d'un stathme, ce qui explique que certains auteurs ne s'intéressent qu'aux préstathmes (qu'ils appellent stathmes). Toutefois, la preuve du fait qu'un anneau principal est factoriel repose (quant à l'existence de la décomposition en produits d'éléments irréductibles) sur l'axiome du choix dépendant. Dans le cas d'un anneau euclidien, nous avons démontré ci-dessus directement que l'anneau est factoriel sans recourir à cet axiome.

### Propriétés des stathmes
- Soient a et b deux éléments non nuls de A et v un stathme ; on a [v(a) = v(b) et a divise b] si et seulement si a et b sont associés.

Il est toujours possible de normaliser un stathme v par translation, c'est-à-dire de choisir un stathme w tel que l'image par le stathme d'une unité soit égal à 1. Plus précisément, il suffit de définir w par w(x) = v(x) – v(1) + 1 pour tout élément non nul x de A. Dans ce cas :
- Un élément non nul u de A est une unité de A si, et seulement si, w(u) = 1. De plus, 1 est la valeur minimale que prend w sur A\{0}.

Si l'on étend le stathme normalisé w à l'anneau A tout entier en posant w(0) = 0, 0 est le seul élément x de A tel que w(x) = 0, ce qui permet de donner au principe de division euclidienne cette forme un peu plus élégante :
Cette convention n'est pas suivie dans tous les cas. Le stathme dispose de propriétés qui dépassent souvent celles de la division euclidienne. Dans le premier exemple sur Z, le stathme dispose de propriétés métriques, dans le deuxième exemple la fonction degré vérifie une propriété utile : le degré du produit de deux polynômes est égal à la somme des degrés des polynômes. Pour ne pas perdre cette propriété, les unités de l'anneau ont un stathme (degré) choisi égal à zéro et le polynôme nul a pour image (degré) moins l'infini.